# Бочаров, Иван Петрович
Иван Петрович Бочаров (1820—1892) — поэт, прозаик, переводчик; надворный советник.

## Биография
Из дворянской семьи; отец ― чиновник. Учился в Императорском училище правоведения (1836―1840). После окончания училища поступил на службу в 5-й департамент Сената (секретарь ― с 1848). Вышел в отставку в 1852 году в чине надворного советника.
Литературный дебют ― перевод с немецкого вступительной лекции профессора Училища правоведения Штекгардта, опубликованный в журнале «Библиотека для чтения» (1836), для которого он в это время составлял музыкальные обзоры. В 1840-е гг. Бочаров ― один из постоянных сотрудников поэтического отдела журнала (печатался под псевдонимом Траум). Выпустил сборник «Стихотворения» (1841). Как издатель и переводчик
Бочаров предпринял первую в России попытку издания «Сочинений И. В. Гёте» (1842―1843, не закончено). Бочаров участвовал в издании книг откровенно коммерческого характера, в том числе в напечатанном в собственной типографии сборника «Переводчик, или Сто одна повесть и сорок сороков анекдотов древних, новых и современных…» (т. 1―4, 1843; с участием Д. В. Григоровича), состоящего в основном из современных французских повестей второстепенных авторов. В 1840-е гг. выпускает и оригинальные книги для народного чтения, например, казённо-патриотическое «Сказание о том, как Россия сражалась за веру, за царя и отечество в 1812 г.» (1846), написанное от имени старого солдата в форме устного сказа.
В 1857―1859 гг. Бочаров ― учредитель «авантюрной» золотопромышленной акционерной компании, а также газеты «Золотое руно», в которой Бочаров был издателем
и редактором этой газеты частной золотопромышленности. В газете напечатал ряд своих сочинений (в том числе повесть «Молодые годы», 1857; там же стихи). Пропагандировал и публиковал произведения Д. П. Давыдова. Сотрудничал (1863) также в журналах «Якорь» и «Оса» (фельетон «Третейский суд в березовой роще. Из письма моего садовника»).
В 1860-е гг. занимался частной юридической практикой, был поверенным издателя Ф. Т. Стелловского, вёл его процесс против младшей сестры М. И. Глинки Л. И. Шестаковой; опубликовал брошюру «Дело Ф. Стелловcкого с Л. Шестаковой о музыкальных сочинениях М. И. Глинки» (1867) с казуистическим изложением судебного дела, им проигранного. Помогал Стелловскому при заключении кабального контракта с Ф. М. Достоевским (1865). По предположению А. С. Долинина, Бочаров послужил прототипом судейского крючкотвора Чебарова в «Преступлении и наказании» и в «Идиоте».
В последние годы Бочаров писал официозно-патриотические и мелодраматические пьесы, стихи, кантаты: «Сердце не игрушка. История одной задушевной любви, в драматической форме рассказанная» (1875), «Здесь и повсюду одна мольба сердечная: „Будь с нами, Государь…“» (1879), «Радомир. Поэма в 5 действиях» (1882), «Комиссионер. Комедия в 5 действиях» (1891). Мемуары Бочарова «В Правительствующем Сенате» (1884) иронически рисуют нравы сенатских чиновников; содержат сведения о знакомстве Бочарова с О. И. Сенковским; Н. А. Полевым, Н. И. Гречем и др.